# Тель-Дор
Тель-Дор (ивр. תל דור‎) — древний город-порт на восточном побережье Средиземного моря, между современными Хайфой и Тель-Авивом.

## История
Поселение находится в узком ответвлении плодородной долины Шарон, между горой Кармель и Средиземным морем. Впервые Тель-Дор упомянут в документах, относящихся ко времени правления фараона Рамзеса II (1304—1237 годы до н. э.), но есть косвенные свидетельства того, что древний человек жил на этом месте ещё 30 000 лет назад. С ханаанского периода Дор — один из крупнейших городов Леванта и являлся столицей племени тевкров. Позднее, в течение нескольких веков город принадлежал финикийцам. 
С завоеванием Ханаана двенадцатью коленами израилевыми Тель-Дор достался по жребию колену Ашера (Асирову), но был отдан колену Менаше (Манассиину). В 732 году до н. э. город был взят, разрушен, но позже заново отстроен ассирийцами. При персах Дор являлся центром одноимённой провинции. Затем входил как город-государство в империю Александра Македонского. Во времена Селевкидов Дор представлял собой сильную крепость. 
В 103 до н. э. область Дор и Башня Стратона (позже переименованная в Кейсарию) были захвачены Александром Яннаем и присоединены к Иудее — Хасмонейскому царству, но спустя 40 лет отвоёваны у неё Римом.
Упадок Тель-Дора начинается со времён Ирода Великого, когда интенсивно строится соседняя Кейсария, но ещё во времена ранней Византийской империи город существовал.

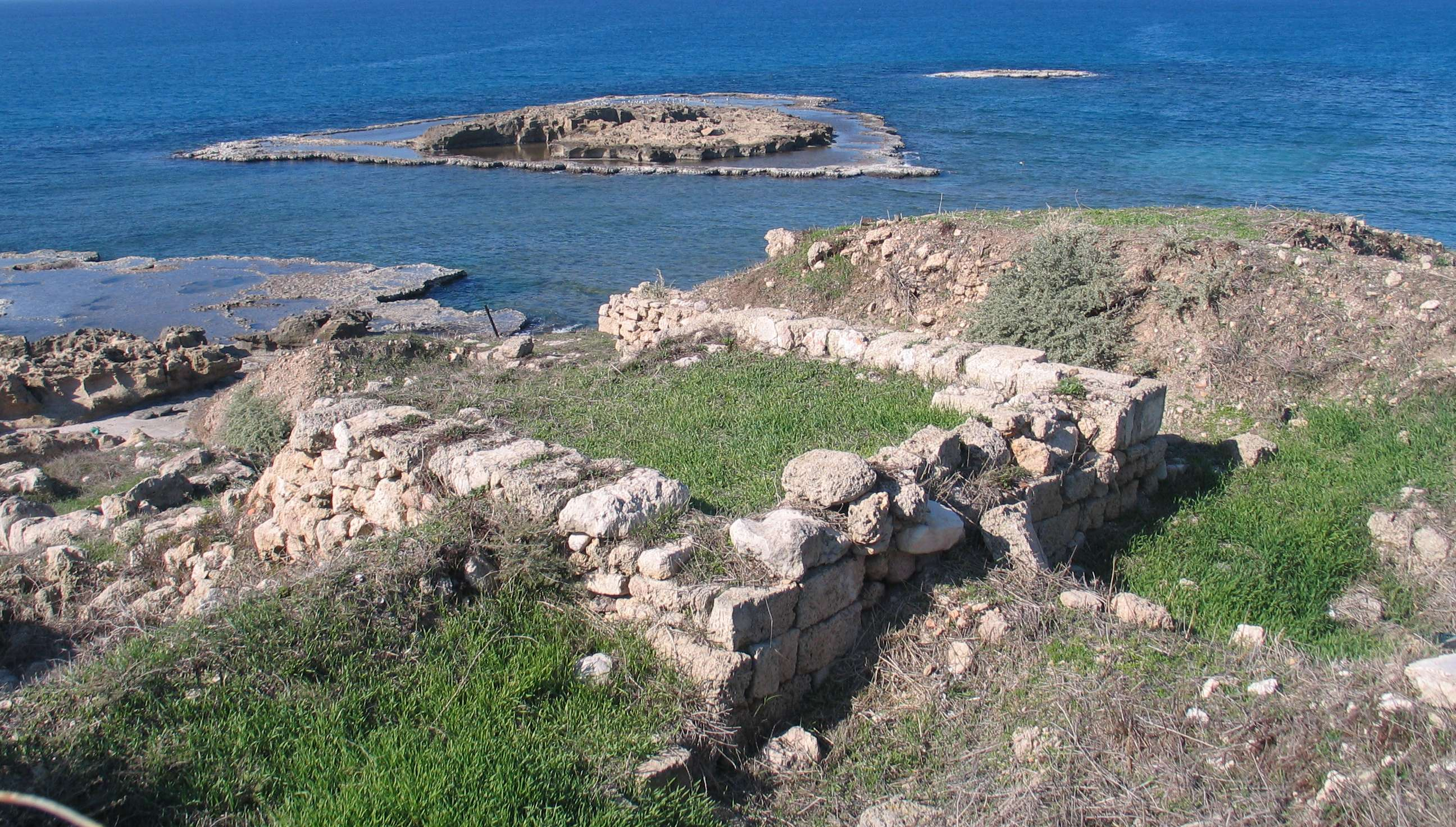

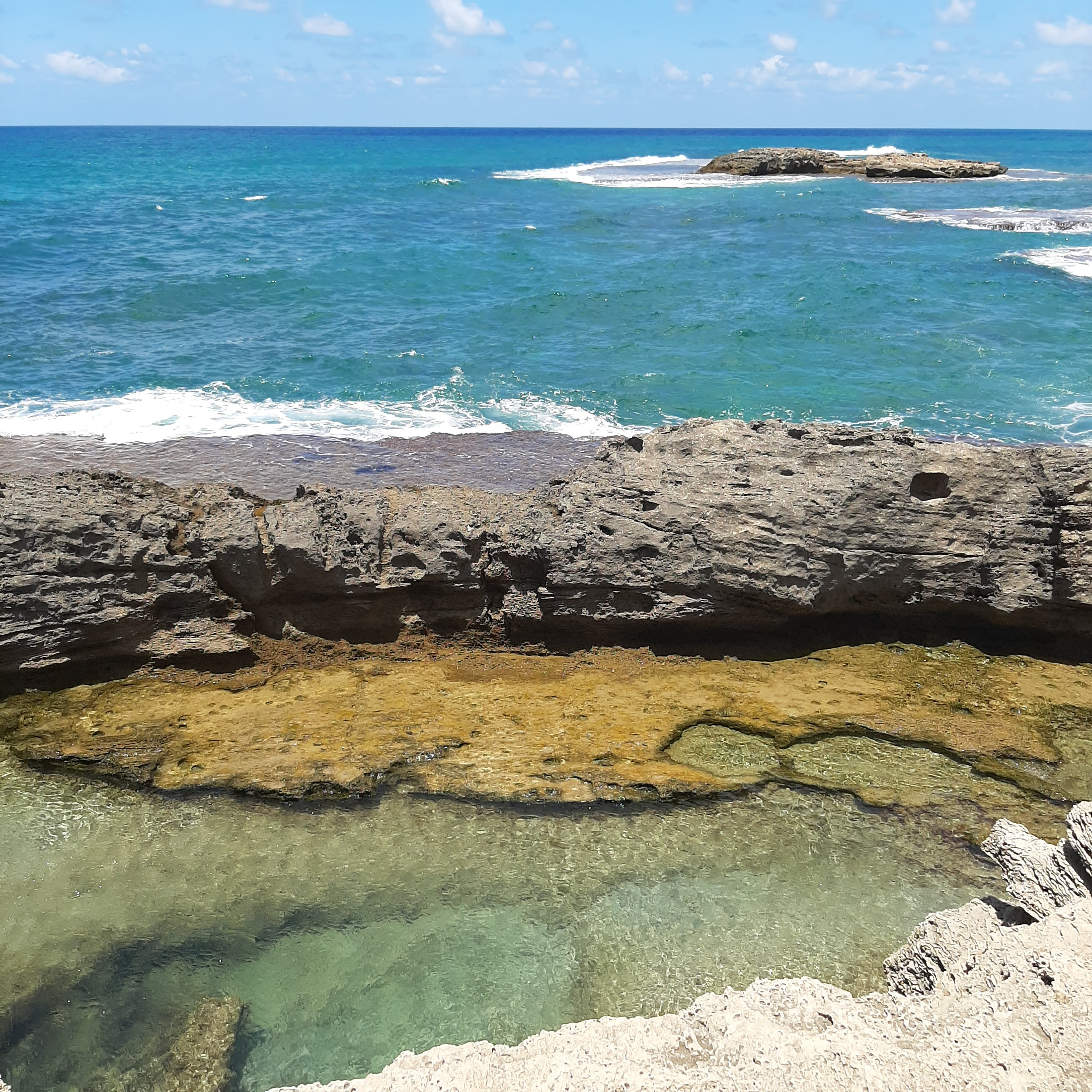

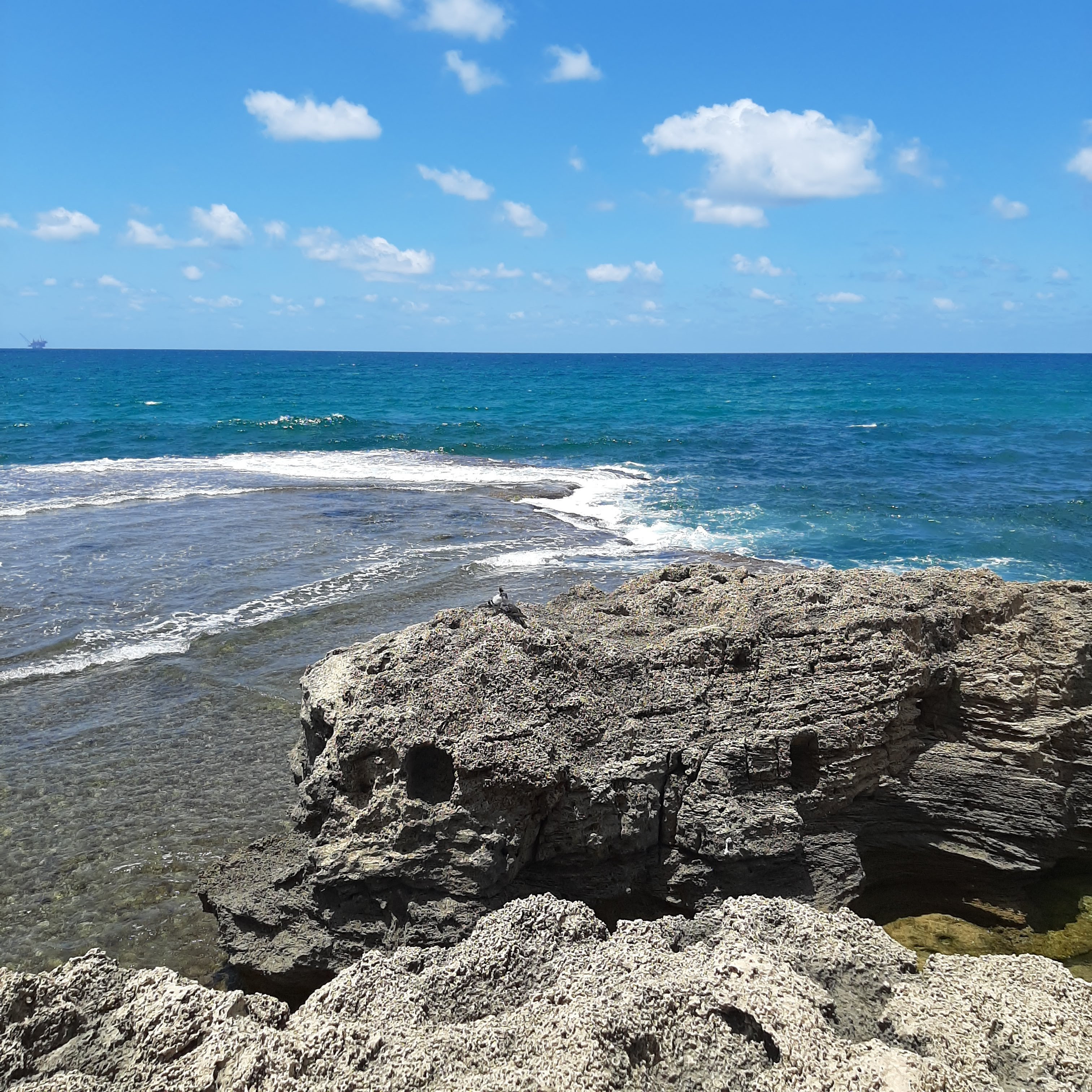

В XIII веке крестоносцы, осознавая удачное стратегическое положение Тель-Дора, построили там небольшой замок. После завоевания арабами государств крестоносцев в течение многих веков Тель-Дор был заброшен, и лишь развалины замка напоминали о былом величии города.

## Археология
Первые археологические раскопки древнего Тель-Дора были предприняты Британской школой археологии в Иерусалиме в 1923—1924 годах, но регулярные раскопки начались в 1980 году Еврейским университетом совместно с учёными Калифорнийского университета в Беркли. От Калифорнийского университета в Беркли раскопки возглавлял Энди Стюарт (Andrew F. Stewart; 1948—2023).